# Barbara Grupp
Barbara Grupp (* 1948) ist eine deutsche Kostümbildnerin mit über 50-jähriger Tätigkeit bei Film und Fernsehen. Ihre wichtigsten Tätigkeiten führten sie mit Dominik Graf und Caroline Link zusammen.

## Leben und Wirken
Die 1948 geborene Grupp erhielt ihre Ausbildung in den 1960er Jahren und begann zum Ende desselben Jahrzehnts ihre Tätigkeit als Kostümbildnerin bei den umstrittenen Exploitationfilmen Hexen bis aufs Blut gequält und Mädchen mit Gewalt (beide von 1969). In den folgenden Jahrzehnten arbeitete sie mit engagierten Filmemachern wie Hans Noever, Reinhard Hauff, Margarethe von Trotta und Doris Dörrie zusammen, entwarf aber auch die Kostüme zu Unterhaltungsproduktionen wie Dominik Grafs Polizeithriller Die Sieger und die Komödie Langer Samstag sowie zu den ARD-Serien Marienhof, Tatort, Schimanski, Der Fahnder und Polizeiruf 110.
Im Laufe des neuen Jahrtausends versorgte Barbara Grupp auch eine Reihe von ambitionierten Literaturadaptionen wie Caroline Links Nirgendwo in Afrika, Der Junge muss an die frische Luft und Als Hitler das rosa Kaninchen stahl. Für ihre umfangreiche Arbeit zu Grafs historischer Liebesgeschichte Die geliebten Schwestern erhielt die Kostümbildnerin 2015 den Deutschen Filmpreis. Mit Dominik Graf arbeitet sie auch 2019 an einer Neuverfilmung von Erich Kästners Roman Fabian.

## Filmografie
- 1969: Hexen bis aufs Blut gequält
- 1969: Mädchen mit Gewalt
- 1976: Paule Pauländer
- 1982: Die Flügel der Nacht
- 1983: Mitten ins Herz
- 1984: Julius geht nach Amerika
- 1985: Die Sache ist gelaufen
- 1985: Mein lieber Schatz
- 1986: Amelie, ich komme
- 1986: Smaragd
- 1987: Leere Welt
- 1988: Bei Thea
- 1989: Bodo – Eine ganz normale Familie
- 1991: Knastmusik (Fernsehserie)
- 1992: Marienhof
- 1992: Langer Samstag
- 1994: Die Sieger
- 1995: Tatort: Frau Bu lacht
- 1995: Die Partner
- 1996: Winterkind
- 1996: Der Skorpion
- 1997: Dr. Knock
- 1997–1998: Schimanski (Fernsehserie)
- 1999: Bittere Unschuld
- 1999: Deine besten Jahre
- 2000: Tatort: Die Frau im Zug
- 2000: Maja
- 2001: Nirgendwo in Afrika
- 2002: Hotte im Paradies
- 2003: Tatort: Im Visier
- 2003: Hierankl
- 2004: Kalter Frühling
- 2005: Der Rote Kakadu
- 2007: Auf dem Vulkan
- 2007: Das Gelübde
- 2008: Kommissar Süden und der Luftgitarrist
- 2008: Im Winter ein Jahr
- 2010: Im Angesicht des Verbrechens (Fernsehserie)
- 2010: Der kalte Himmel
- 2011: Tödlicher Rausch
- 2011: Der letzte schöne Tag
- 2011: Das unsichtbare Mädchen
- 2012: Tödliche Versuchung
- 2013: Tatort: Aus der Tiefe der Zeit
- 2013: Exit Marrakech
- 2014: Die geliebten Schwestern
- 2014: Seitensprung
- 2016: Zielfahnder – Flucht in die Karpaten
- 2016: Mutter reicht’s jetzt
- 2017: Tatort: Der rote Schatten
- 2018: Hanne
- 2018: Der Junge muss an die frische Luft
- 2019: Als Hitler das rosa Kaninchen stahl
- 2021: Fabian oder Der Gang vor die Hunde